# Afrancesamiento de Bruselas

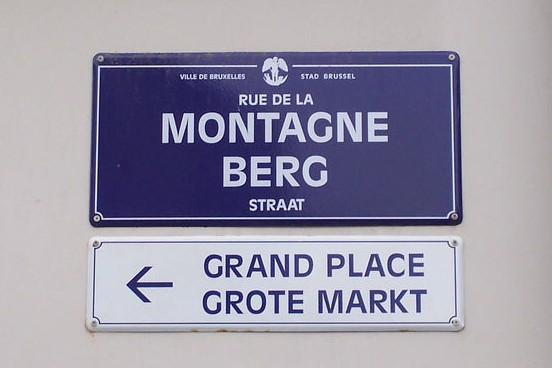
Señales bilingües en francés y neerlandés

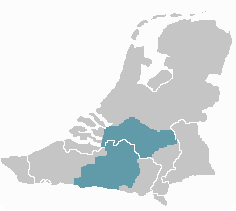
Extensión del brabanzón, dialecto del neerlandés

El afrancesamiento de Bruselas hace referencia a la transformación, a lo largo de los dos últimos siglos, de esta ciudad históricamente neerlandófona en una que tiene como lengua mayoritaria y lengua franca el francés. La mayor razón de este fenómeno fue la rápida asimilación forzosa de la población flamenca,

 reforzada por una inmigración procedente de Francia y Valonia.

La predominancia del francés en la vida pública empezó en el siglo XVIIIy adquirió fuerza después de la independencia de Bélgica, cuando la población de la nueva capital experimentó un crecimiento masivo. El neerlandés —aún poco estandarizado en Bélgica— no podía competir con el francés, que era el idioma exclusivo de la justicia, la administración, el ejército, la enseñanza, la alta cultura y la prensa. El prestigio del francés gozaba de un reconocimiento tan amplio que a partir de 1880, y más particularmente a finales de siglo, la competencia lingüística en francés de los neerlandófonos se incrementó en forma espectacular.
A pesar de que la mayoría de la población continuó siendo bilingüe hasta la segunda mitad del siglo XX, el dialecto brabanzón original dejó de transmitirse de una generación a otra, ocasionando un aumento del monolingüismo francés a partir de 1910.
 Dicho proceso de asimilación perdió impulso en los años 1960, a medida que se estableció la frontera lingüística, se confirmó al neerlandés como lengua oficial y el centro de gravitación económica del país se desplazó hacia Flandes.
Sin embargo, debido la permanente llegada de inmigrantes extranjeros y al surgimiento de Bruselas como centro de la política internacional en la posguerra, la posición relativa del neerlandés en la capital continuó su declive. Al mismo tiempo, en los últimos decenios el constante crecimiento de la aglomeración urbana de Bruselas fue acompañado por la formación de mayorías francófonas en algunos municipios flamencos en la periferia. Esta tendencia progresiva al afrancesamiento — apodado "la mancha de aceite" por sus oponentes — forma, junto con el futuro de Bruselas, uno de los temas más controvertidos en la política belga.